# Аркан, Юрий Анатольевич
Юрий Анатольевич Аркан (рум. Arcan Iurie; 15 ноября 1964) — советский и молдавский футболист и тренер, был наставником восточнотиморского клуба «Каркету Дили». Имеет тренерскую категорию УЕФА.

## Карьера

### Игровая
С 1983 по 1985 годы выступал за «Нистру» из Кишинёва, далее играл за брестское «Динамо», «Зарю» из города Бельцы, с 1989 по 1990 годы играл за «Тигину».
В зимнее межсезонье перешёл в польский клуб 3-й лиги «Чувай».
Вернувшись из Польши в 1992 году, играл за молдавские клубы высшей лиги.

### Тренерская
В 2005 году стал тренировать индонезийский клуб «Персия Джакарта», с которым в первом же сезоне добился выхода в финал Чемпионата Индонезии, где его подопечные в дополнительное время уступили клубу «Персипура Джаяпура», в 2006 году после итогового 5-го места был уволен с поста главного тренера. В 2007 году тренировал «Персиб Бандунг». В начале сезона 2008/2009 был назначен тренером «Персик Кедири», однако понижение зарплаты на 60 % вынудило Юрия покинуть клуб ещё до окончания годичного контракта, с 2008 по 2009 годы тренировал клуб «Персебая 1927». Вскоре вернулся на Родину, где работает спортивным директором CSCT «Буюкань».
В 2015 году возглавил индонезийский клуб 2-го дивизиона «Борнео». В 2016 году тренировал клуб из Восточного Тимора «Каркету Дили»

## Личная жизнь
8 августа 2008 года Юрий Аркан женился на индонезийке Санти Сучихати, за два дня до церемонии бракосочетания он принял ислам. В сентябре того же года начал держать мусульманский пост — саум